# Wervicq-Sud
Wervicq-Sud (tiếng Hà Lan: Zuid-Wervik) là một xã thuộc tỉnh Nord trong vùng Hauts-de-France phía bắc nước Pháp. Xã này nằm ở khu vực có độ cao trung bình 15 mét trên mực nước biển.